# James Stirling (matematico)

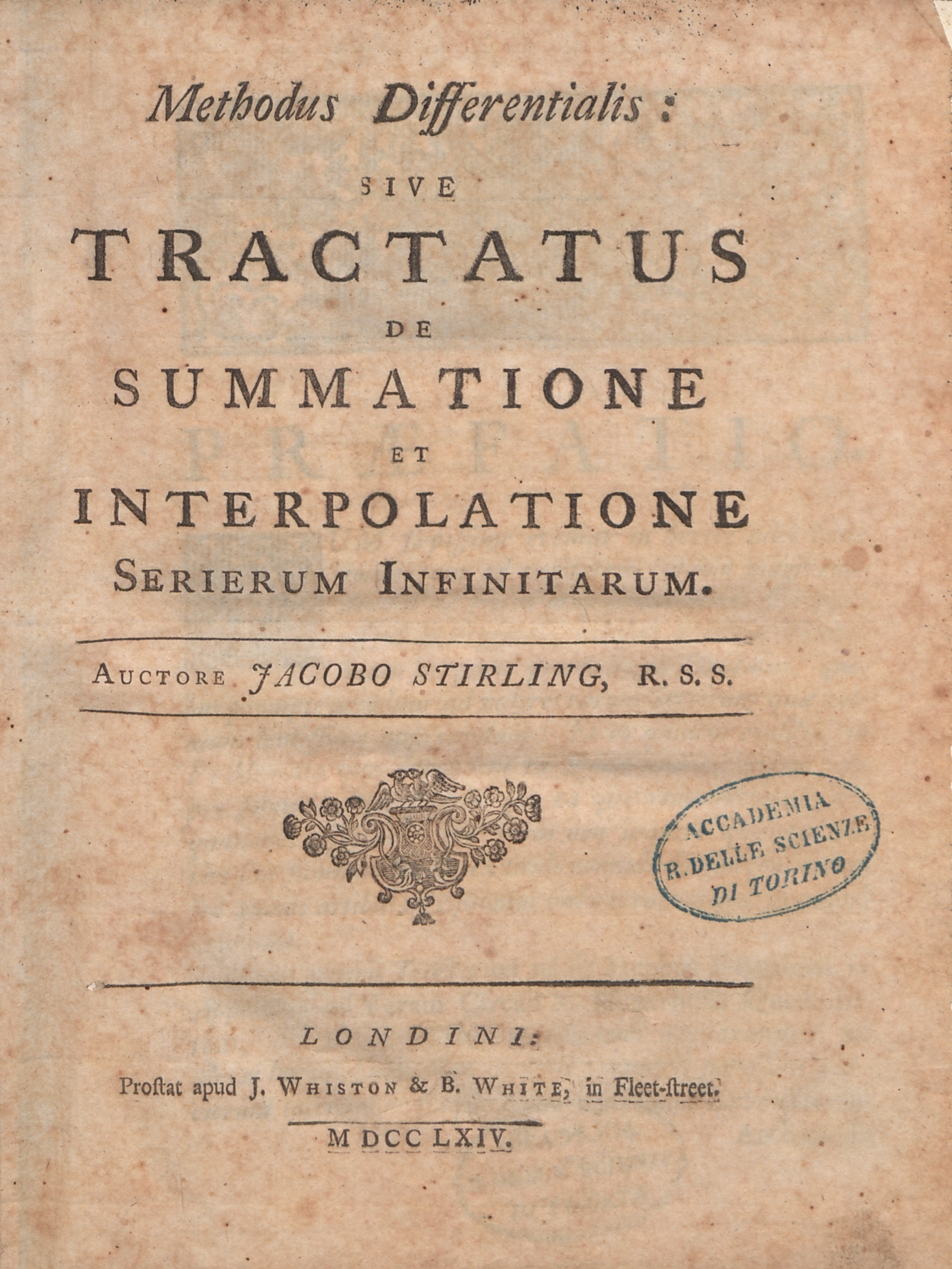
Methodus differentialis, 1764

James Stirling, detto il Veneziano (Stirling, maggio 1692 – Edimburgo, 5 dicembre 1770), è stato un matematico scozzese.

## Biografia
Dal 1710 studia presso l'Università di Oxford, dalla quale viene espulso nel 1715, a causa delle sue relazioni con le famiglie Keir e Garden, notoriamente Giacobiti. 
Ripara quindi a Venezia sotto la protezione dell'ex-ambasciatore della Serenissima in Inghilterra Nicolò Tron, a cui dedica l'opera "Lineae tertii ordinis Newtonianæ" pubblicata nel 1717. Entra quindi in contatto con Nicolaus Bernoulli e Sir Isaac Newton (al quale invia -nel 1718- lo scritto intitolato "Methodus differentialis Newtoniana illustrata", affinché lo trasmetta alla Royal Society).

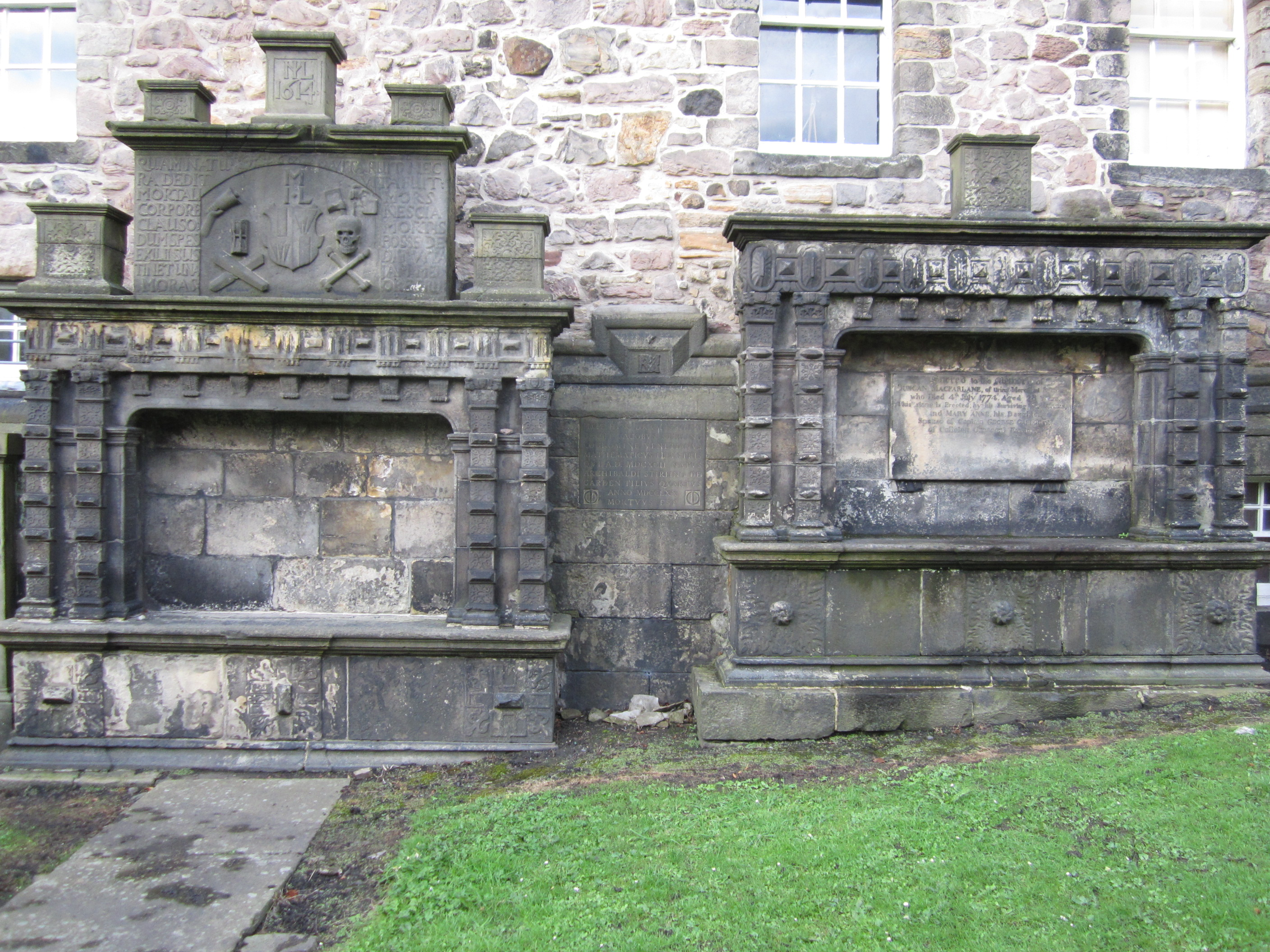
Tomba di James Stirling

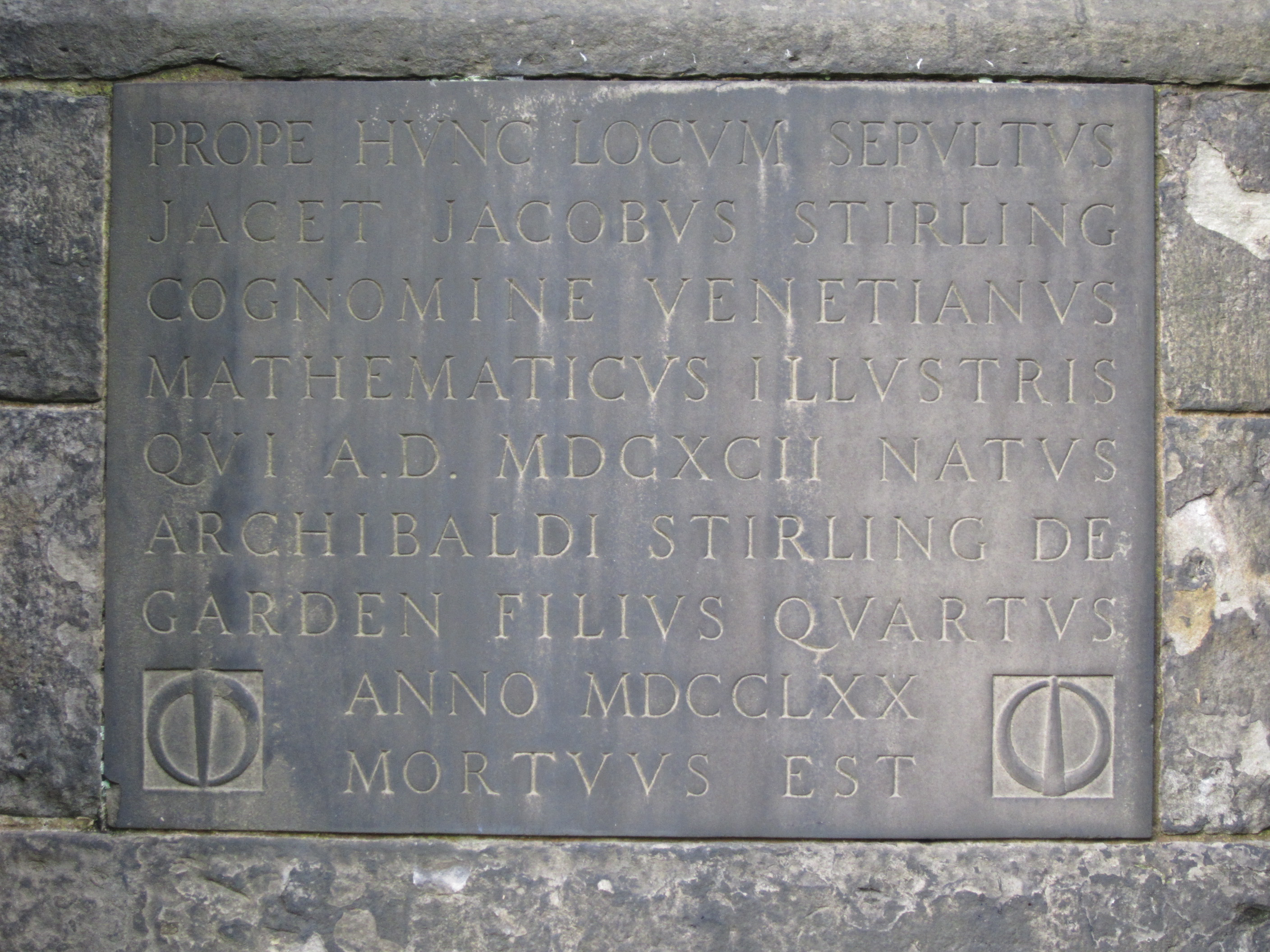
Lapide di James Stirling in dettaglio

Stirling si interessa alle tecniche vetrarie impiegate a Murano; a causa di questa attività fugge ancora una volta, poiché teme per la sua vita, dato che viene sospettato dai veneziani di voler rubare il segreto della fabbricazione del vetro di Murano.
Dal 1724 al 1735 risiede a Londra; qui incontra Isaac Newton che lo fa eleggere membro della Royal Society di Londra il 3 novembre 1726. In questo periodo si occupa di vari aspetti del calcolo infinitesimale e corrisponde con noti matematici dell'epoca.
Nel frattempo continua a frequentarsi con Colin Maclaurin, Leonhard Euler, Brook Taylor, Robert Simson. Nel 1730 pubblica l'opera "Methodus Differentialis"; in questo libro enuncia la formula di approssimazione per n!. Si occupa anche del problema della forma della Terra: del 1735 è il suo articolo, sempre per la Royal Society, Della Figura della Terra e sulla Variazione della Forza di Gravità sulla sua Superficie.
Lo stesso anno ritorna in Scozia dove si occupa con successo dell'amministrazione di una società mineraria a Leadhills, impegno che lo allontana dalle ricerche. Si occupa inoltre di opere idrauliche per migliorare la navigazione lacustre in Scozia e ad altri temi ingegneristici; difatti indirizza a Londra un articolo intitolato Descrizione di una Macchina per soffiare Fuoco sfruttando la Caduta dell'Acqua (1745).

## Opere
- (LA) James Stirling, Methodus differentialis, sive Tractatus de summatione et interpolatione serierum infinitarum, Londini, John Whiston, Benjamin White, 1764.
- (LA) James Stirling, Lineae tertii ordinis Neutonianae, sive Illustratio tractatus D. Neutoni de enumeratione linearum tertii ordinis, Oxoniae, Edvardi Whistler bibliopolae Oxoniensis, 1717.